# كالينيكوس البترائي
كالينيكوس ويعرف أحيانا باسم كالينيكوس البترائي (اليونانية: ο Καλλίνικος) وهو مؤرخ من أصول عربية، خطيب وسفسطائي ازدهر في القرن الثالث ميلادي.
ولد في أسرة محلية بارزة من المقاطعة العربية البترائية أو سوريا. ويعرف القليل عن عائلته إلا أن والده براينومين كان «غايوس».
 كان واحدا من أشهر الشخصيات الثقافية التي جاءت من شرق الإمبراطورية الرومانية. وكان معاصرا وصديقا للإمبراطور الروماني غالينوس  (253-268) وملكة الإمبراطورية التدمرية، زنوبيا.
في عهد غالينوس ووالده فاليريان، كان كالينيكوس يدرس البلاغة في أثينا، اليونان. وفي وقت لاحق قبل كالينيكوس رعاية ملكة تدمر، زنوبيا. انتقل كالينيكوس للعيش في قصر زنوبيا  في تدمر وفي وقت لاحق إنتقل إلى الإسكندرية، مصر.
في عام 273، أعدم كالينكوس مع رئيس المستشارين اليوناني، كاسيوس لونجينوس  بأوامر من الإمبراطور الروماني أورليان في مدينة، كالينكوم على الفرات (اليوم الرقة، سوريا). ثارت زنوبيا ضد الإمبراطورية الرومانية وهزم أورليان زنوبيا وانهى الثورة.
 كتب كالينيكوس مختلفة القطع الأدبية بما في ذلك عدد من الخطب والثناءات. وتشمل أعماله:
- إلى لوبوس، ذوق سيء في الخطاب
- بروسفونيتيكوم إلى غالينوس، تحية موجهة إلى الإمبراطور
- إلى كليوباترا، عن تاريخ الإسكندرية، 10 كتب عن تاريخ الإسكندرية مخصص لـ«كليوباترا» الذي كان على الأرجح أنها زنوبيا. وهي تدعي أنها من سلالت اليونانية الملكة كليوباترا السابعة  المصرية
- تجديد روما
- ضد المذاهب الفلسفية